# Asian Wings Airways
Asian Wings Airways era una aerolínea con sede en Myanmar. Comenzó a operar el 27 de enero de 2011. Ofrecía vuelos regulares a los principales destinos turísticos de Myanmar.
Asian Wings Airways era propiedad de Sun Far Travels and Tours Company, Limited y estaba operada por esta. All Nippon Airways anunció en 2013 que compraría una participación del 49% en Asian Wings Airways por alrededor de 3000 millones de yenes, la primera inversión extranjera en una aerolínea con sede en Myanmar desde la democratización, pero en 2014 ANA declaró que su junta directiva había acordado cancelar la inversión, citando la competencia "intensificada" en el sector de la aviación.
La aerolínea suspendió todas sus operaciones el 1 de enero de 2019.

## Antiguos destinos
| País     | Destinos  | Aeropuertos                          | Notas          |
| -------- | --------- | ------------------------------------ | -------------- |
| Birmania | Bhamo     | Aeropuerto de Bhamo                  |                |
| Birmania | Heho      | Aeropuerto de Heho                   |                |
| Birmania | Homalin   | Aeropuerto de Homalin                |                |
| Birmania | Kalay     | Aeropuerto Kalaymyo                  |                |
| Birmania | Kengtung  | Aeropuerto de Kengtung               |                |
| Birmania | Kyaukpyu  | Aeropuerto de Kyaukpyu               |                |
| Birmania | Lashio    | Aeropuerto de Lashio                 |                |
| Birmania | Mandalay  | Aeropuerto Internacional de Mandalay | HUB secundario |
| Birmania | Monywa    | Aeropuerto de Monywa                 |                |
| Birmania | Myitkyina | Aeropuerto de Myitkyina              |                |
| Birmania | Rangún    | Aeropuerto Internacional de Rangún   | HUB principal  |
| Birmania | Tachilek  | Aeropuerto de Tachilek               |                |

## Flota histórica
La flota de Asian Wings Airways estuvo compuesta por las siguientes aeronaves:
| Aeronaves       | Total | Introducido | Retirado | Matrículas                      |
| --------------- | ----- | ----------- | -------- | ------------------------------- |
| Airbus A321-100 | 1     | 2012        | 2016     | XY-AGN                          |
| ATR 72          | 4     | 2010        | 2019     | XY-AIF, XY-AIS, XY-AIU y XY-AJQ |